# لوكا جرونوالد
لوكا جرونوالد (بالألمانية: Luca Grünwald)‏ مواليد 10 نوفمبر 1994 في فالدكرايبورغ، ألمانيا، هو متسابق دراجات نارية ألماني. نافس في سباقات بطولة العالم لفئة 125 سي سي.

## النتائج

### سباق الجائزة الكبرى للدراجات النارية

#### حسب الموسم
| الموسم | الفئة     | الدراجة        | السباق | الفوز | المنصة | الإنطلاق | أسرع لفة | النقاط | الترتيب |
| ------ | --------- | -------------- | ------ | ----- | ------ | -------- | -------- | ------ | ------- |
| 2011   | 125 سي سي | كي تي إم       | 3      | 0     | 0      | 0        | 0        | 0      | ن.غ.م   |
| 2012   | موتو 3    | هوندا          | 2      | 0     | 0      | 0        | 0        | 8      | 27      |
| 2013   | موتو 3    | كالكس كي تي إم | 2      | 0     | 0      | 0        | 0        | 0      | ن.غ.م   |
| 2014   | موتو 3    | كالكس كي تي إم | 16     | 0     | 0      | 0        | 0        | 0      | ن.غ.م   |
| إجمالي |           |                | 23     | 0     | 0      | 0        | 0        | 8      |         |

#### السباقات حسب السنة
(مفتاح)
| السنة | الفئة     | الدراجة        | 1      | 2             | 3              | 4          | 5        | 6          | 7           | 8         | 9            | 10         | 11        | 12            | 13         | 14       | 15          | 16           | 17         | 18        | مركز  | النقاط |
| ----- | --------- | -------------- | ------ | ------------- | -------------- | ---------- | -------- | ---------- | ----------- | --------- | ------------ | ---------- | --------- | ------------- | ---------- | -------- | ----------- | ------------ | ---------- | --------- | ----- | ------ |
| 2011  | 125 سي سي | كي تي إم       | قطر    | إسبانيا       | البرتغال       | فرنسا      | كتالونيا | بريطانيا   | هولندا 18   | إيطاليا   | ألمانيا ل.ين | تشيك 18    | إنديانا   | سان مارينو    | أرغون      | اليابان  | أستراليا    | ماليزيا      | بلنسية     |           | ن.غ.م | 0      |
| 2012  | موتو 3    | هوندا          | قطر    | إسبانيا       | البرتغال       | فرنسا      | كتالونيا | بريطانيا   | هولندا      | ألمانيا 8 | إيطاليا      | إنديانا    | تشيك 19   | سان مارينو    | أرغون      | اليابان  | ماليزيا     | أستراليا     | بلنسية     |           | 27    | 8      |
| 2013  | موتو 3    | كالكس كي تي إم | قطر    | الأمريكتان    | إسبانيا        | فرنسا      | إيطاليا  | كتالونيا   | هولندا      | ألمانيا   | إنديانا      | تشيك       | بريطانيا  | سان مارينو    | أرغون      | ماليزيا  | أستراليا 22 | اليابان ل.ين | بلنسية     |           | ن.غ.م | 0      |
| 2014  | موتو 3    | كالكس كي تي إم | قطر 22 | الأمريكتان 23 | الأرجنتين ل.ين | إسبانيا 26 | فرنسا 18 | إيطاليا 16 | كتالونيا 20 | هولندا 28 | ألمانيا 19   | إنديانا 19 | تشيك ل.ين | بريطانيا ل.يب | سان مارينو | أرغون 26 | اليابان 21  | أستراليا 19  | ماليزيا 16 | بلنسية 22 | ن.غ.م | 0      |

## روابط خارجية
- لوكا جرونوالد على موقع MotoGP.com (الإنجليزية)
- لوكا جرونوالد على موقع WorldSBK.com (الإنجليزية)